# Ametralladora Tipo 2
La Tipo 2 era una ametralladora pesada japonesa, desarrollada para su empleo a bordo de los aviones del Servicio Aéreo de la Armada Imperial Japonesa durante la Segunda Guerra Mundial. Fue una adaptación de la ametralladora alemana MG 131.

## Aviones armados con la Tipo 2
- Aichi B7A
- Aichi E16A
- Mitsubishi A6M5c[cita requerida]
- Mitsubishi G4M
- Nakajima B6N
- Yokosuka P1Y